# MON-100
La MON-100 est une mine terrestre antipersonnel de production soviétique.

## Fonctionnement
Elle peut-être déclenchée à distance ou par un système de piégeage. Elle a été utilisée lors de la guerre russo-ukrainienne.

## Voir également
- Traité d'Ottawa
- Mine terrestre
- Déminage
- PTKM-1R

## Remarques
1. ↑  sur censor.net en ukrainien